# Clemens Adams (Politiker, 1864)
Clemens Adams (* 11. Januar 1864 in Mayen; † 15. April 1941 in Düsseldorf) war ein deutscher Unternehmer und Politiker (Deutsche Zentrumspartei). 

## Leben
Adams besuchte die Schule in Mayen und das Königliche Gymnasium in Düsseldorf. Anschließend studierte er Jura in Bonn, Berlin, Heidelberg und Straßburg und wurde Mitglied der katholischen Studentenverbindungen KStV Arminia Bonn, KStV Palatia Heidelberg, KStV Askania Berlin und KStV Frankonia Straßburg im KV. 1892 legte er das Assessor-Examen ablegte und ging zur Provinzial-Verwaltung der Rheinprovinz. Bis zum 1. Oktober 1918 war er als Landesrat tätig, bevor er von 1918 bis 1931 Generaldirektor der Provinzial-Feuerversicherungs-Anstalt der Rheinprovinz war. Außerdem war er Mitglied in Aufsichtsräten mehrerer Gesellschaften.
Clemens Adams war von 1912 bis 1933 amtierender Fraktionsvorsitzender der Zentrumsfraktion in der Stadtverordnetenversammlung in Düsseldorf. Außerdem vertrat er bis 1933 die Zentrumspartei im Rheinischen Provinziallandtag.
Er wohnte 1930 in der Friedrichstraße 68 in Düsseldorf, 1935 in der Humboldtstraße 57, ebenfalls in Düsseldorf.